# 정훈 (군인)
정훈(鄭勳, 일본식 이름: 蒲勳(가마 이사오), ? ~ ?)은 일제강점기의 군인이다.

## 생애
서울 출신이라는 기록만 있을 뿐 생몰년과 본적지 등 정확한 신상에 대한 자료는 거의 남아 있지 않다. 1911년 일본에 유학하여 1913년 육군중앙유년학교를 거쳐 1915년 5월 일본 육군사관학교를 제27기로 졸업한 뒤 1919년 4월 일본 제국 육군 중위로 임관했다. 1913년 5월부터 11월까지 일본 제국 육군 제10사단 20연대에서 사관후보생으로 복무한 뒤 도쿄 헌병사령부에서도 근무했으며 나중에 가마(蒲)라는 성씨를 가진 일본인에게 양자로 입적되었다. 1925년 5월 일본 정부로부터 훈6등 서보장, 1930년 9월 훈5등 서보장을 받은 경력이 있다.
1934년 9월부터 1937년 7월 전후까지 함경북도 회령군에 주둔하고 있던 일본군 제19사단 보병 38여단 제75연대 소속으로 복무했고 중일 전쟁 발발 후 조선군사령부 보도부장에 임명되었다. 보도부장으로서의 역할은 지원병, 징병, 학병 제도 홍보를 통한 태평양 전쟁 지원과 언론 통제였다. 일본군 현역 장교로 복무 중이던 1941년 8월에는 조선문인협회 평의원을 역임하기도 했다.
1938년에 시행된 지원병제 공포에 즈음하여 《매일신보》에 이를 경축하는 글을 보냈고 지원병 모집을 위한 담화문을 싣기도 했다. 당시 계급은 소좌였고 조선군 보도반과 보도부, 병무부 소속이었다. 1942년 육군 중좌로 진급했고 1944년 초에는 조선군 병무부에서 복무했다.
유진오에 따르면, "일본말도 잘 못하면서 툭하면 '몇백 명만 종로 거리에 내다세우고 기관총으로 따따따 해버리면 그만'이라는 말을 입버릇처럼 했다"고 한다.
1945년 8월 15일 쇼와 천황의 항복 선언이 나오기 며칠 전부터 조선총독부 정무총감 엔도 류사쿠는 고하 송진우 등 유력 인사들과 접촉하며 치안권 인수 의사를 타진하고 있었는데 8월 14일에 여운형을 방문하여 엔도의 말을 전하고 여운형과 건국준비위원회에 대한 치안권 인계 합의를 타결시킨 사람이 정훈이었던 것으로 알려져 있다. 광복 이후에 일본으로 귀환했다는 기록만 있을 뿐 그 이후의 행적은 거의 알려져 있지 않다.
2002년 민족정기를 세우는 국회의원모임이 선정한 친일파 708인 명단과 2008년 민족문제연구소가 정리한 친일인명사전 수록예정자 명단 중 군 부문에 모두 포함되었으며 2009년 친일반민족행위진상규명위원회가 발표한 친일반민족행위 705인 명단에도 포함되었다.

## 같이 보기
- 일본육군사관학교

## 참고 자료
- 반민족문제연구소 (1993년 3월 1일). 〈정훈 : 동포들을 사지로 몰아넣은 보도통제의 첨병 (박준성)〉. 《친일파 99인 2》. 서울: 돌베개. ISBN 978-89-7199-012-4.